# Nieuwstraat (Kerkrade)

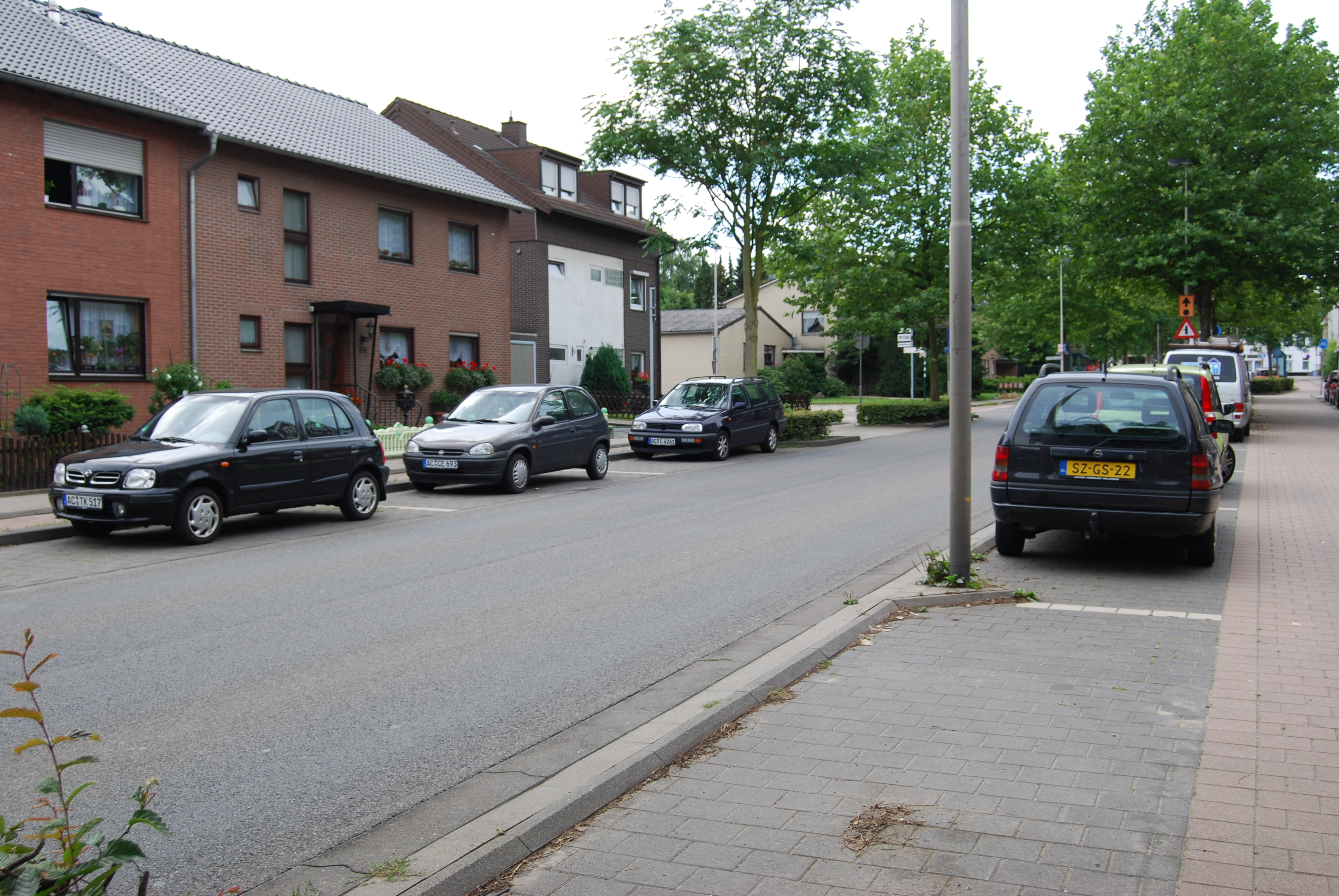
De linkerkant is de Neustraße in Herzogenrath, Duitsland, de rechterkant is de Nieuwstraat in Kerkrade, Nederland.

De Nieuwstraat in Kerkrade, ofwel de Neustraße in Herzogenrath, scheidt deze twee nauw verbonden steden en vormt tevens de rijksgrens tussen Nederland en Duitsland. Tot de liberalisering van het grensverkeer was dit een centrum van Nederlands-Duitse grenssmokkel. Pas na tientallen jaren van protesten vanuit de bevolking werd er afgezien van een grensafscheiding in het midden van de straat.

## Verloop
De Nieuwstraat is ongeveer twee kilometer lang. De straat begint vanaf de Roermonder Straße, de weg die Aken met Herzogenrath verbindt. De Nieuwstraat loopt van zuid naar noord, langs de grens tussen beide landen, en eindigt bij het Eurode Park, waar het Eurode Business Center is gevestigd.

## Geschiedenis

### Ontstaan van de Nieuwstraat
In 1104 werden Herzogenrath (betekenis: "de rooiing van de hertog") en Burg Rode voor het eerst bij geschrifte vermeld. Kort daarna werd in het gebied een kerk gebouwd en ontstond er een tweede stadscentrum: Kerkrade, de "kerk op de rooiing". In 1282 werden de intussen aan elkaar gegroeide nederzettingen voor het eerst samen vermeld als Land van 's-Hertogenrade. Al in deze tijd werd er in dit gebied steenkool gewonnen, waardoor de welvaart van het gebied werd gegarandeerd. De landerijen en kolenmijnen waren in het bezit van de abdij Rolduc.
Om de afzet van de kolen die in de bedrijven gewonnen werden te vergroten, begonnen de monniken van het klooster in opdracht van abt Chaineux vanaf 1760 met de uitbreiding en bestrating van het regionale wegennet. Op 25 januari 1783 deed de abt het voorstel aan de Staten van Limburg en de Landen van Overmaas om in het Land van 's-Hertogenrade twee heerbanen op kosten van de abdij aan te leggen, mits hij het recht kreeg om op deze heerbanen tol te heffen. Op 22 mei 1783 kreeg hij bij keizerlijk octrooi de vergunning voor de aanleg van twee heerbanen op kosten van Rolduc. Het gedeelte van de weg lopende van Pannesheide tot aan Herzogenrath werd algemeen bekend als de "Nieuwstraat".
Op 1 oktober 1795, na de annexatie van de Zuidelijke Nederlanden door de Fransen, werden de Oostenrijkse delen van de voormalige Landen van Overmaas bij het departement Nedermaas ondergebracht, zodat de Nieuwstraat geheel binnen dit departement kwam te liggen. Na de nederlaag van Napoleon in 1814 aanvaardde koning Willem I op 1 augustus 1814 het bewind over de voormalige Oostenrijkse Nederlanden, waardoor ook de hele Nieuwstraat met het gedeelte van Kerkrade gelegen tussen de Nieuwstraat en het riviertje de Worm onder Nederlands bewind kwam te staan.

### Grens zonder barrières
Als gevolg van het Congres van Wenen werd de landsgrens tussen Pruisen en de Nederlanden opnieuw vastgesteld. Op 26 juni 1816 werd het Traktaat van Aken gesloten tussen de Pruisische koning Frederik Willem III en de Nederlandse koning Willem I. Het riviertje de Worm, dat door de stad Herzogenrath/Kerkrade stroomde, en de Nieuwstraat werden als belangrijke handelswegen aangezien en zo als nieuwe natuurlijke grenzen aangewezen. Hierdoor werd de stad in tweeën gesplitst. Het oostelijke deel moest als Herzogenrath een zelfstandige gemeente van Pruisen worden, het westelijke deel bleef als Kerkrade tot de Nederlanden behoren.
Derhalve wordt het gedeelte van Kerkraede, gelegen ter regterzijde van den straatweg, aan Z. M. den Koning van Pruissen afgestaan, alsmede het gansche gedeelte der gemeente 's Hertogenrade op den linkeroever der Worms gelegen. Aan hetzelfde Koningrijk wordt mede afgestaan het gedeelte van den straatweg tusschen de grenzen van het departement van de Roer en 's Hertogenrade begrepen, zoodat deze gemeente geheel en in vollen eigendom en heerschappij tot het Koningrijk Pruissen zal behooren.
De Nieuwstraat was nu officieel de landsgrens en zo werd er een streep getrokken door de stad die tot dan bij elkaar hoorde. Er bleef echter een levendige economische en culturele uitwisseling tussen de twee zijden van de Nieuwstraat bestaan, waaraan ook de 50 extra douanebeambten die er in maart 1821 werden gestationeerd niets konden veranderen.

### Oorlog en hekken: de eerste zichtbare scheiding
Pas na het uitbreken van de Eerste Wereldoorlog gaf keizer Wilhelm II opdracht tot het plaatsen van een 332 km lang hekwerk tussen het bezette België en Nederland. Te veel Duitse soldaten waren over de open grens naar Nederland gedeserteerd en de smokkel was uit de hand gelopen. In de gehele Nieuwstraat werd ook een hekwerk van prikkeldraad aangebracht, een van twee meter hoog. Voor de eerste keer kwam er een fysieke grens in de straat. Een jaar later, in 1916, werd aan de kant van Kerkrade een tweede afrastering geplaatst om de Duitse smokkelaars tegen te houden. Er werd direct tegen de gevels van de Nederlandse huizen draadgaas aangebracht. Beide afrasteringen werden in 1918 weggehaald en door grenspalen vervangen, die alleen nog de grens markeerden. Maar waar voorheen de hele Nieuwstraat Duits grondgebied was, werd de grens nu in opdracht van de Franse bezetters naar het midden van de weg verplaatst.
Al in 1923 ontstonden er geschillen tussen beide landen over het precieze verloop van de grens in de Nieuwstraat. Nadat het geschil niet kon worden beslecht, werd er een Nederlands-Duitse commissie ingeschakeld om het precieze grensverloop te verduidelijken. In de commissie zaten onder andere de burgemeesters van Kerkrade en Herzogenrath. Op 29 november 1930 kwamen ze tot de oplossing dat de straat in het geheel aan Duitsland toebehoorde. Dit veranderde echter niets aan het smokkelprobleem. De douanebeambten weigerden het bevel om op kinderen te schieten op te volgen, waardoor de smokkel een populaire activiteit werd voor de kinderen die er woonden. De douane reageerde door te laten weten dat de smokkel niet alleen betekent dat kinderen van school wegblijven, maar ook gevolgen kan hebben voor de gezondheid. Vleeswaren die op het lichaam werden gedragen zouden snel bederven en de koffie zou de huid van kinderen blijvend zwart maken.
In het nationaalsocialistische Duitsland nam de Gestapo de controle over de grens aan de Nieuwstraat over en nam zijn intrek in een eigen gebouw. Omdat het bevel om te schieten nu weer strikt werd gehandhaafd, kwamen de smokkel en de grensoverschrijdende uitwisseling tussen de steden tot stilstand. In 1938, tijdens de bouw van de Westwall, brachten de Duitsers langs de tramlijn Aken–Merkstein op de Nieuwstraat een twee meter hoge grensversperring aan. Ook van Nederlandse zijde werden er afrasteringen geplaatst. Na de Duitse bezetting van Nederland op 10 mei 1940 werden de afscheidingen niet afgebroken, de stad bleef gescheiden en door verschillende besturen bestuurd.

### De Nieuwstraat als smokkelcentrum na de Tweede Wereldoorlog

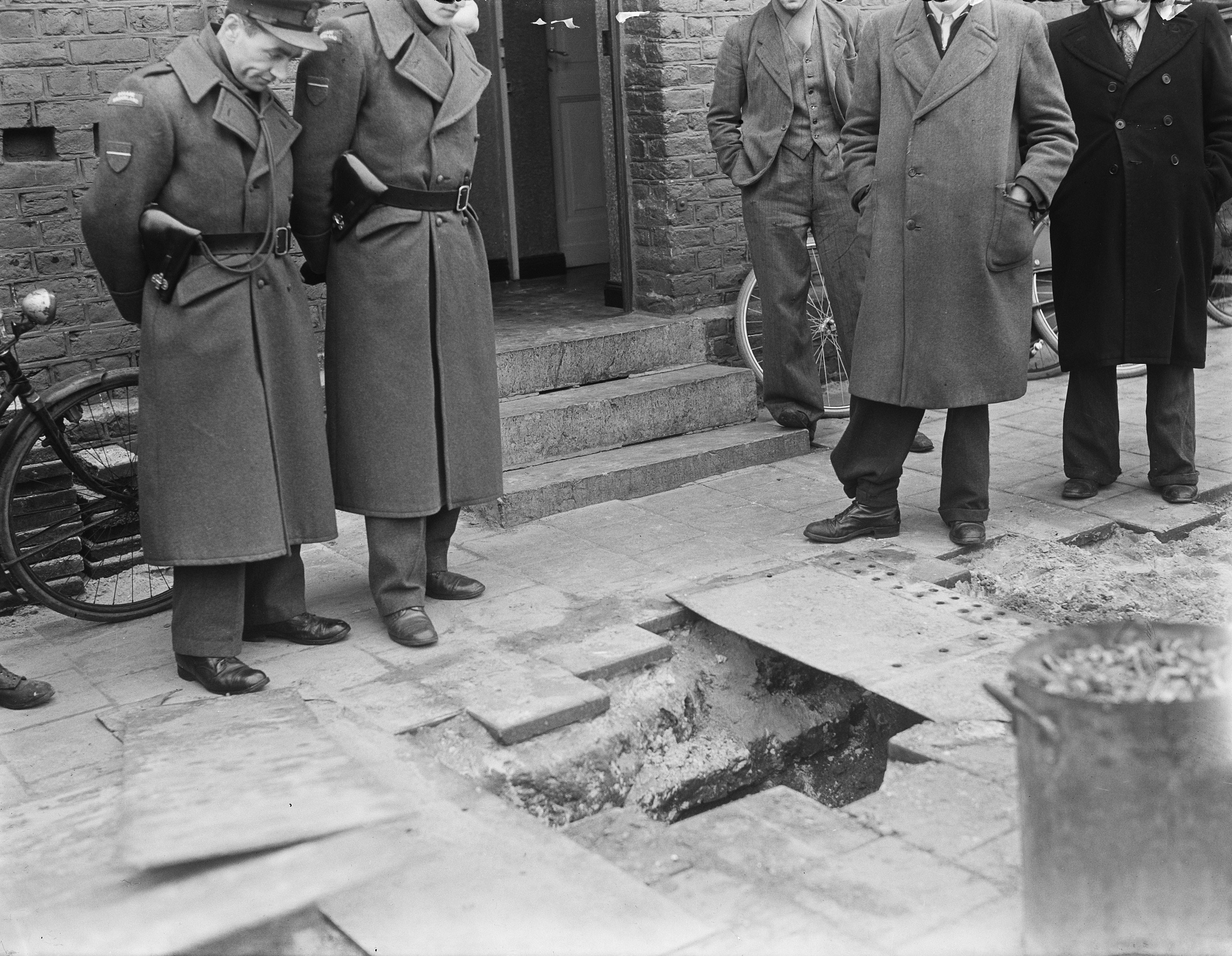
Douanebeambten bij de smokkeltunnel in de Nieuwstraat (1950)

Na de bevrijding van Kerkrade sloopten de bewoners de afscheidingen, maar de geallieerden plaatsten direct een nieuwe prikkeldraadversperring van 2,30 meter hoog. Op 23 april 1949 voerden de Nederlanders een unilaterale grenscorrectie door, waardoor het wegdek van de Nieuwstraat bij Nederland werd gevoegd. Er werd vervolgens in het midden van de Nieuwstraat een prikkeldraadversperring van bijna 2 meter hoogte gebouwd. De smokkel in de Nieuwstraat, die sinds het einde van de oorlog weer in opkomst was, moest onder controle worden gebracht. Reeds de eerste sacramentsprocessie na de oorlog op 8 juli ging de geschiedenis in als de smokkelprocessie. Talrijke Kerkraders gebruikten de processie om hun familie en vrienden goederen toe te stoppen. Alleen al in 1947 werden 6878 Duitse kinderen door Nederlandse douaniers opgepakt en over de grens teruggestuurd. Dit was slechts matig succesvol. Vooral kinderen speelden aan beide kanten van de afscheiding met elkaar, ze gooiden bijvoorbeeld ballen naar elkaar over het obstakel heen. Pas langzaam ontdekten de autoriteiten dat veel van deze ballen eigenlijk ballonnen of sokken waren, gevuld met smokkelwaar (meestal koffiebonen), die de kinderen na ontvangst snel verwisselden.
In maart 1950 werd door grondwerkers een diep gat onder het trottoir van de Nieuwstraat ontdekt. Aanvankelijk dacht men aan een uitspoeling, maar al snel bleek dat smokkelaars vanuit een droge put op een Duitse boerderij een 70 meter lange tunnel onder de straat hadden gegraven. De tunnel had een diameter van 60 tot 80 cm, een lengte van meer dan 60 meter en lag een meter onder het wegdek. De smokkelroute had nooit kunnen werken, omdat de weg onjuist was berekend. De tunnelbouwers waren te vroeg naar boven gaan graven, waardoor ze niet bij de beoogde woning aan de Nederlandse zijde uitkwamen. Hoewel duidelijk was dat de tunnel naar het huis van een Kerkraadse mijnwerker had moeten leiden en veel bewoners aan beide zijden van de straat waarschijnlijk de identiteit van de smokkelaars kenden, is geen van de tunnelbouwers ooit ontdekt of gearresteerd. De smokkel nam zodanig toe dat Aken als het gat in het westen bekendstond. De Geallieerde Controleraad verbood vervolgens het passeren van alle grensovergangen in Zuid-Limburg buiten de stad Vaals. Uiteindelijk hebben de verlaging van de Duitse koffiebelasting in 1953 en de ondertekening van het Verdrag van Rome de situatie versoepeld en geleid tot een sterke afname van de smokkel.

### Problemen met de grens en de financiering

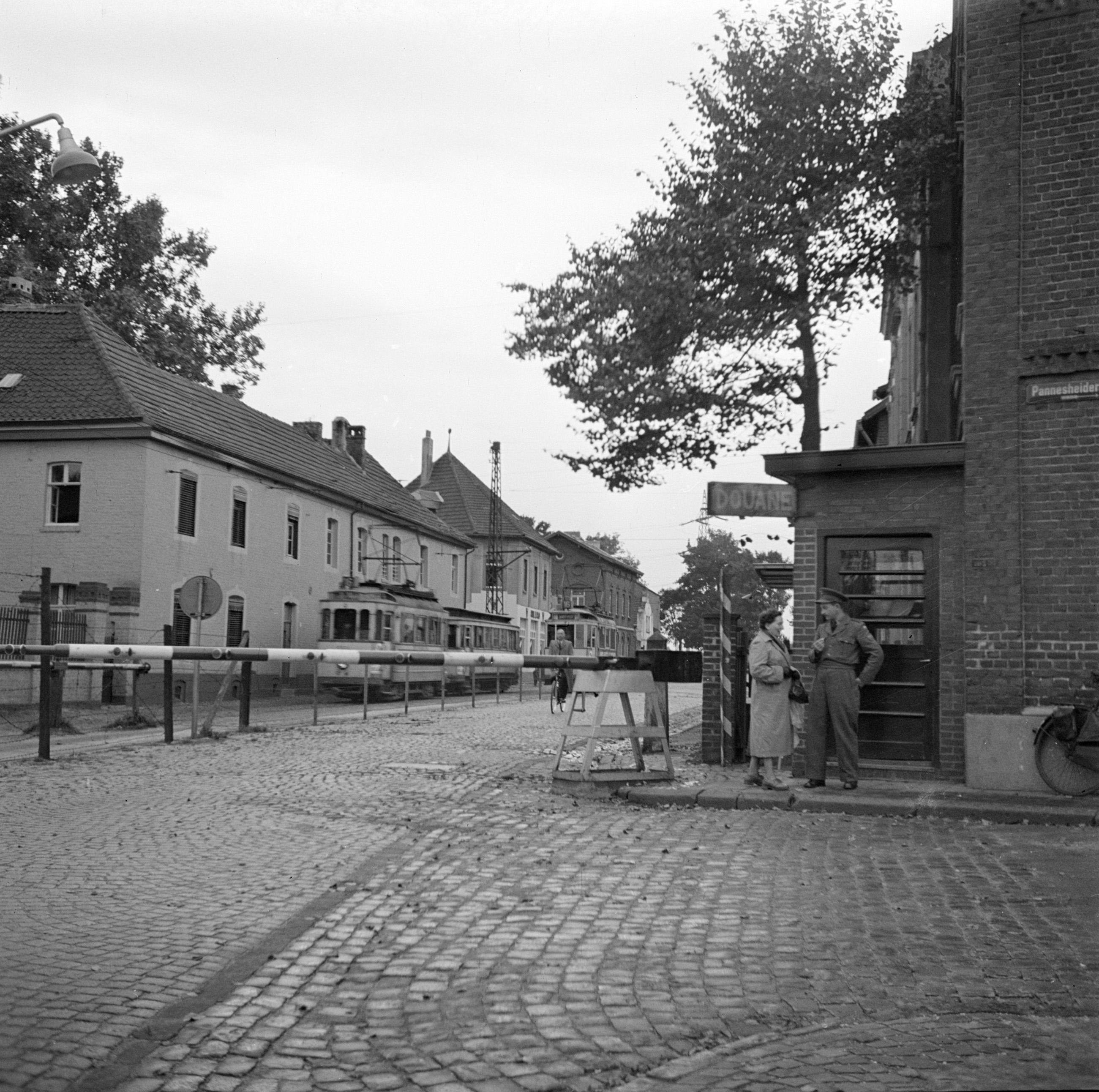
De douanepost bij de grensovergang in de Nieuwstraat (1952)

De inwoners van de twee steden beschouwden het hek als hinderlijk en werkten zoveel mogelijk samen. Op 7 februari 1954 trok er een feestelijke optocht ter gelegenheid van een gouden bruiloft door Kerkrade. Omdat het in Nederland verboden was om op zondag vóór 13 uur optochten met muzikale begeleiding op openbare plaatsen te houden, verliep de optocht op Nederlands grondgebied geruisloos. Toen de optocht de Nieuwstraat bereikte, begon aan de andere kant van de grens op verzoek van het feestcomité de Duitse muziekkapel "Herzogenrather Kapelle Straß 1880 e.V." met het muzikaal begeleiden van de feestgangers. Ook werkten de brandweerkorpsen en ambulancediensten van beide steden samen en ondersteunden zij elkaar tijdens grote acties.
In 1954 boden de Nederlandse autoriteiten een vernieuwing van de afscheiding aan als de Duitsers deels meebetaalden. Het aanbod werd afgewezen. De stad Herzogenrath hoopte nog altijd op het intrekken van de Nederlandse annexaties van april 1949 en op een definitieve afbraak van de afscheiding.
Verhältnisse, wie sie sich in mehr als 150 Jahren entwickelt haben, sind willkürlich auseinander gerissen worden. Die jetzigen Zustände sind unhaltbar. Diese Ansicht vertritt auch die holländische Bevölkerung, die mit den Einwohnern von Herzogenrath grösstenteils verwandt oder verschwägert ist.
(Verhoudingen, zoals ze in meer dan 150 jaar zijn opgebouwd, zijn plotseling stukgescheurd. De huidige omstandigheden zijn onhoudbaar. Deze visie vertegenwoordigt ook de Nederlandse bevolking, die met de inwoners van Herzogenrath grotendeels verwant of verzwagerd is.)
Pas toen Nederland en Duitsland in 1957 beide in de Europese Economische Gemeenschap (EEG) zaten, werd er besloten om het grenshek te verlagen tot 1,20 meter. In het Grensverdrag van 8 april 1960 werd een nieuwe splitsing van de straat vastgelegd. Het verloop van de grens is daarin als volgt beschreven:
Van grenssteen 229 loopt de nieuwe grens loodrecht op de Nieuwstraat ongeveer 6,2 m in oostelijke richting, van hier in noordelijke richting tot een punt 11,0 m ten oosten van de gevel van het huis Nieuwstraat nr. 4; van hier volgt zij in noordelijke richting een lijn die 10,5 m ten oosten van de gevel van het huis Nieuwstraat nr. 106 alsmede 10,0 m ten oosten van de gevel van het huis Nieuwstraat nr. 141 ligt, tot ter hoogte van het huis Nieuwstraat nr. 145. Van hier loopt zij volgens een cirkelboog met een straal van 100 m en in aansluiting daarop volgens een lijn die 11,0 m ten zuidoosten van de gevel van het huis Nieuwstraat nr. 156 en 8,9 m ten zuidoosten van de gevel van het huis Nieuwstraat nr. 181 ligt tot het snijpunt met het verlengde van de westzijde van een weg („Breiter Weg”) ongeveer 7,0 m ten zuiden van grenssteen 232. Van hier loopt zij in noordelijke richting ongeveer 13 m evenwijdig aan de oude grens tussen de grensstenen 232 en 232a en van hier naar een punt op de oude grens, dat ongeveer 4 m ten zuiden van grenssteen 232a ligt.
In het Grensverdrag werd tevens besloten dat het Nederlandse deel van de Nieuwstraat "door een gemeenschappelijk aan te leggen afscheiding van het Duitse deel wordt gescheiden". De gezamenlijke financiering van deze afscheiding stuitte echter op problemen. Door de nieuwe afspraken lag de Nieuwstraat op een klein stuk na officieel op Nederlands grondgebied. Herzogenrath kon zo geen gebruik meer maken van zijn belangrijkste wegverbinding naar Aken en werd gedwongen de weg aan de Duitse kant te verbreden. De stad wilde echter niet de kosten voor de bouw van de wegverbreding en een muur dragen, omdat ze de noodzakelijke werkzaamheden als een direct gevolg van de Tweede Wereldoorlog beschouwde en de kosten daarom door de deelstaat Noordrijn-Westfalen en de federale overheid zouden moeten worden gedragen.
Het stadsbestuur van Herzogenrath waarschuwde in 1965 het regionale bestuur dat de afscheiding tot "aanzienlijke onrust en ongenoegen" onder de bevolking had geleid en dat er dringend naar een oplossing moest worden gezocht. Aan de Nederlandse zijde besloot men in december 1966 om niet langer meer te wachten op het Duitse besluit en begon men met het maken van zijn eigen plannen om het "IJzeren Gordijn" te verwijderen. De inwoners van Herzogenrath protesteerden tegen de slepende gerechtelijke kwestie, de afscheiding als geheel en het ontbreken van een mogelijkheid om de grens over te steken. De burgemeester van Herzogenrath, Josef Rütten, wendde zich zonder succes tot de toenmalige minister-president van Noordrijn-Westfalen Heinz Kühn over deze kwestie. Effectiever waren de inspanningen van politica Anna Klöcker, die rechtstreeks een brief aan de Duitse minister van Financiën Franz Josef Strauß schreef. Hij beloofde zich voor de Nieuwstraat in te gaan zetten en schakelde de Duitse minister van Binnenlandse Zaken Paul Lücke in. Naast de doorlaatposten moest de financiering van de straat eindelijk worden opgehelderd.

### Tot de val van de Kerkraadse muur

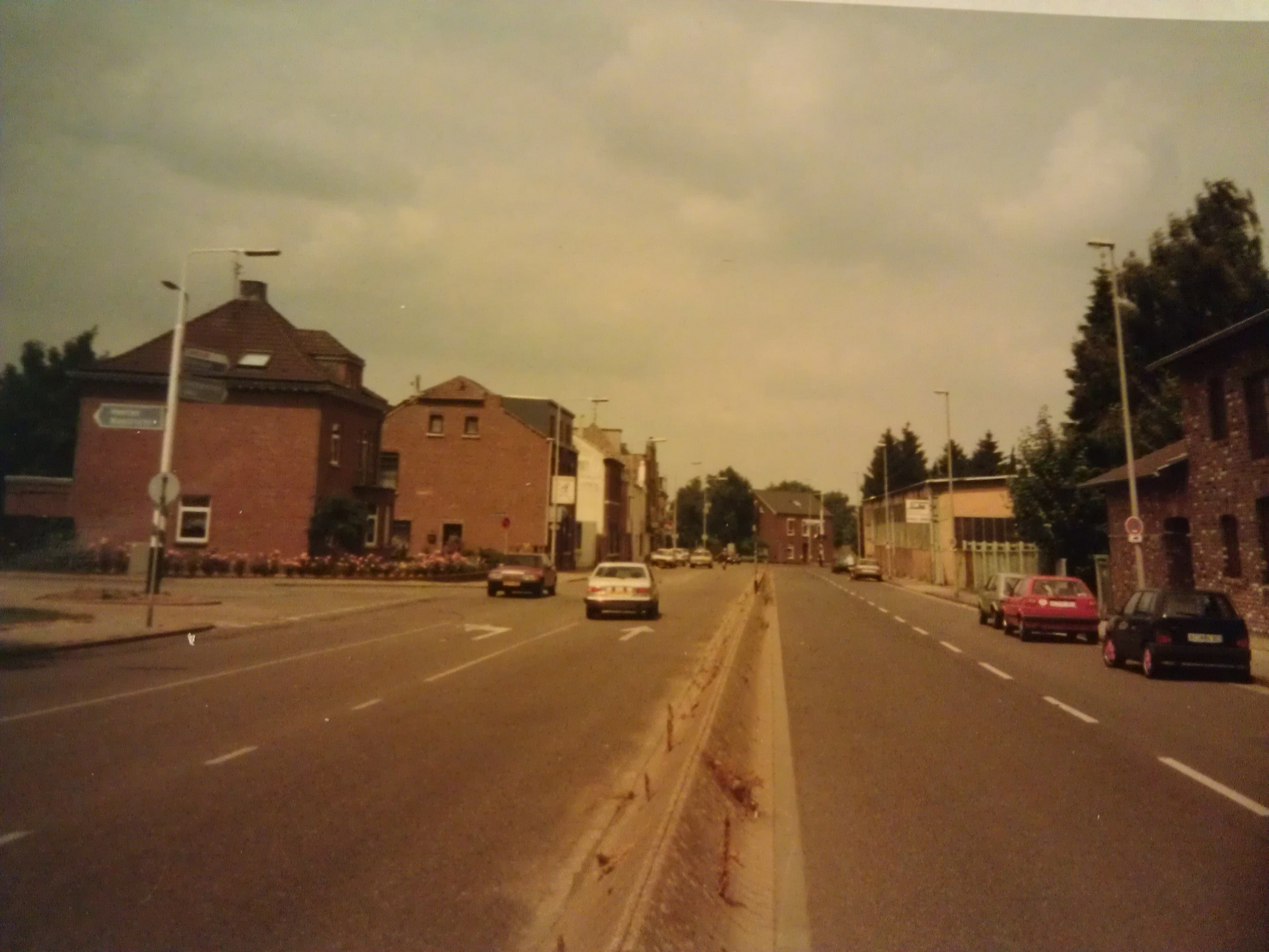
De Nieuwstraat (links) en de Neustraße (rechts) met het betonnen muurtje als grensafscheiding (1993)

Na het ingrijpen van de Duitse ministers werden de kosten door de federale overheid en de deelstaat overgenomen. In 1968 werd de afscheiding helemaal gesloopt en in 1970 door een 35 cm hoog muurtje van betonblokken in de middenberm van de Nieuwstraat vervangen. De sloop ontwikkelde zich tot een waar volksfeest en de toenmalige burgemeester van Kerkrade Theo Gijsen verwijderde persoonlijk de eerste grenspaaltjes. De burgemeester van Herzogenrath Josef Rütten en het hoofd van het voormalige regierungsbezirk Aken Josef Effertz spraken zich bij deze gelegenheid uit tegen een grensmarkering tussen de bevriende steden. Voor fietsers en voetgangers werden er meerdere passages in het muurtje gemaakt. Nu konden de buurtbewoners elkaar weer zonder veel moeite ontmoeten, ook al werd het oversteken van het muurtje bestraft met een geldboete van 10 Duitse mark (~ 5 euro).
In 1978 haalde de Nieuwstraat de krantenkoppen in heel Europa vanwege een schietincident met de Rote Armee Fraktion in de straat. De RAF-terroristen Rolf Heissler en Adelheid Schulz vluchtten op 1 november over de muur en openden het vuur op vier Nederlandse douaneambtenaren. Twee douaneambtenaren overleden, de twee terroristen wisten vooralsnog te ontsnappen.
Ondanks de lange scheiding waren de burgers van beide steden nog nauw met elkaar verbonden. Ze deelden hetzelfde dialect, dezelfde geschiedenis en waren in veel gevallen ook met elkaar verwant. Tegen het einde van de jaren 80 eisten de burgers steeds vaker een liberalisering van de grens en de afbraak van het muurtje. De gemeenteraden van beide gemeenten ondersteunden dit streven. De buurtbewoners van de straat richtten hiervoor in 1989 de "Aktiegemeenschap Nieuwstraat-Neustraße" op. In oktober van datzelfde jaar hebben beide gemeentebesturen zich tegenover de respectievelijke ministers van Buitenlandse Zaken uitgesproken voor een volledige afbraak van de betonblokken. Omdat de Schengen Uitvoeringsovereenkomst echter nog niet was ondertekend, werd dit door Duitsland afgewezen.

### Afbraak van het muurtje en samenwerking sinds 1991

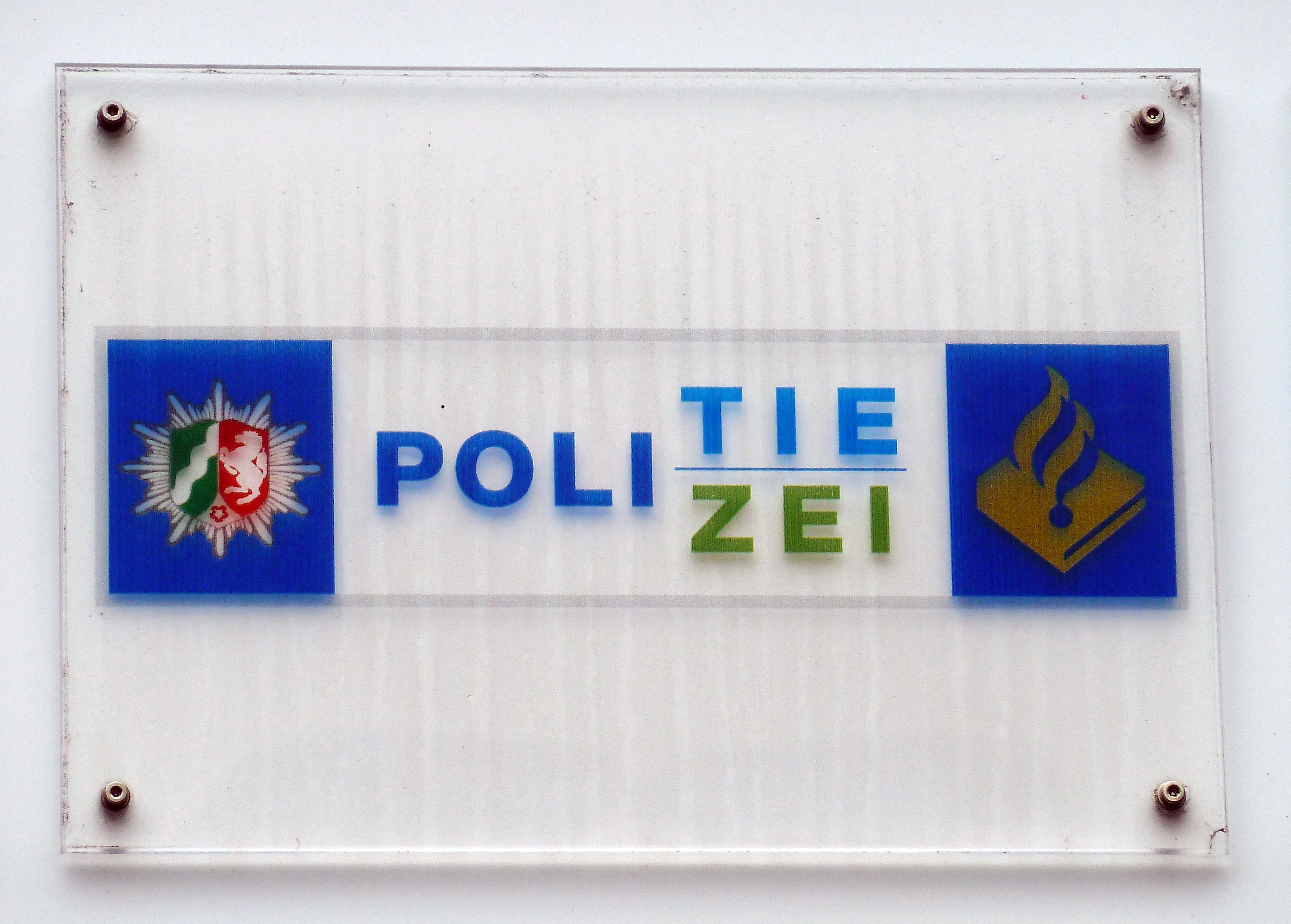
Gemeenschappelijk naambord van de Nederlandse en Duitse politie

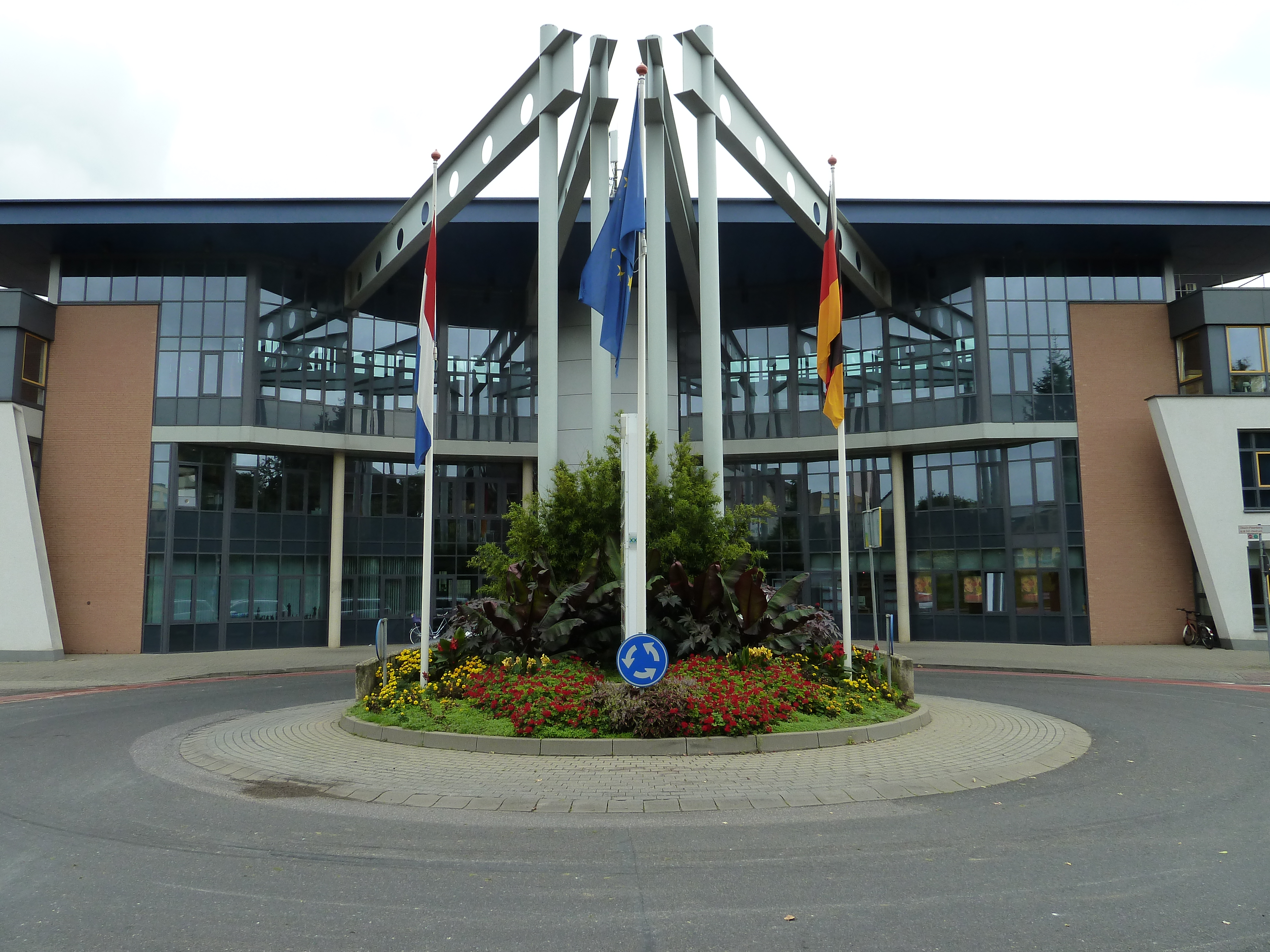
Het Eurode Business Center aan het eind van de Nieuwstraat

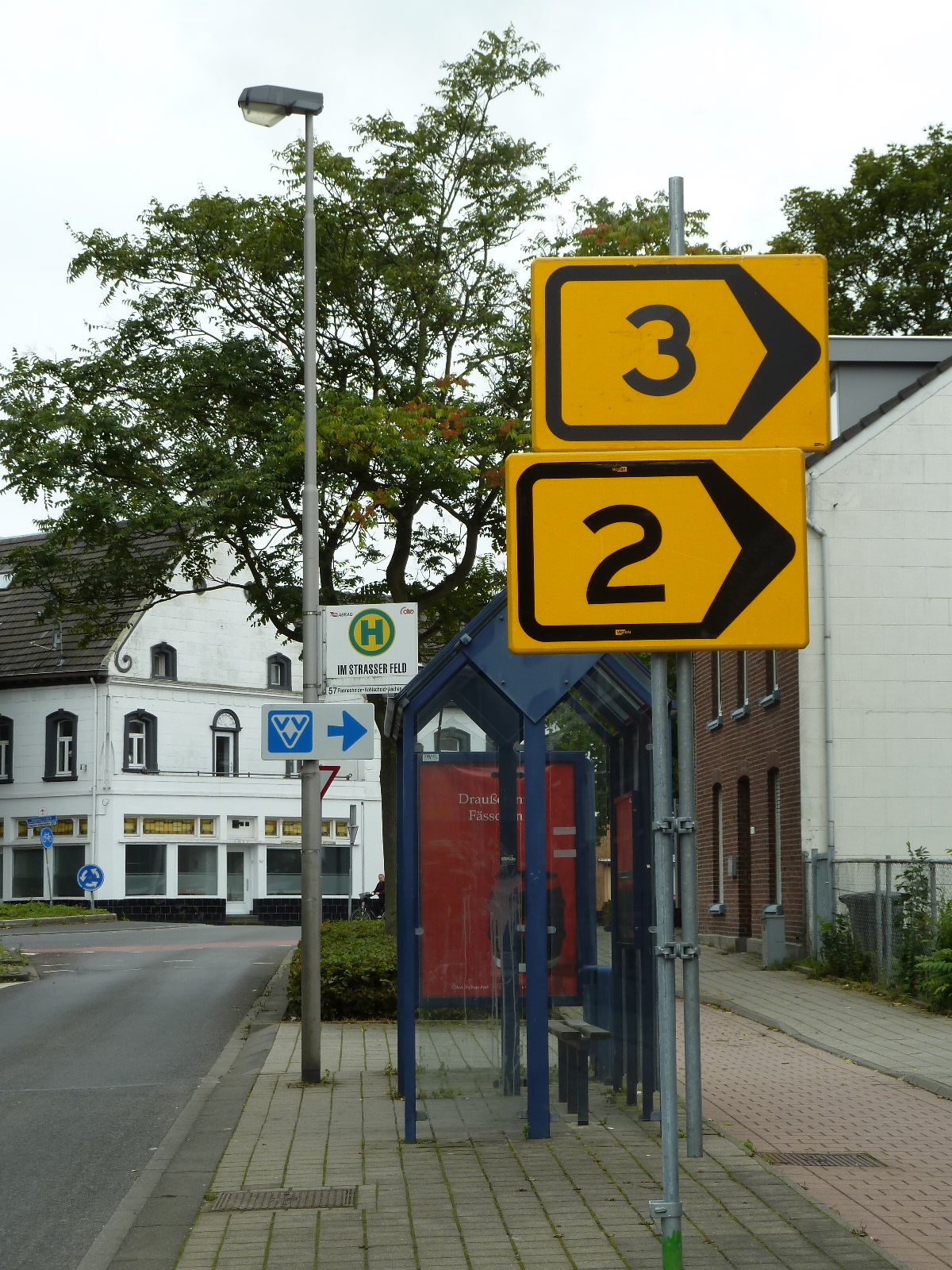
Duitse bushalte en Nederlandse verkeersborden in de Nieuwstraat

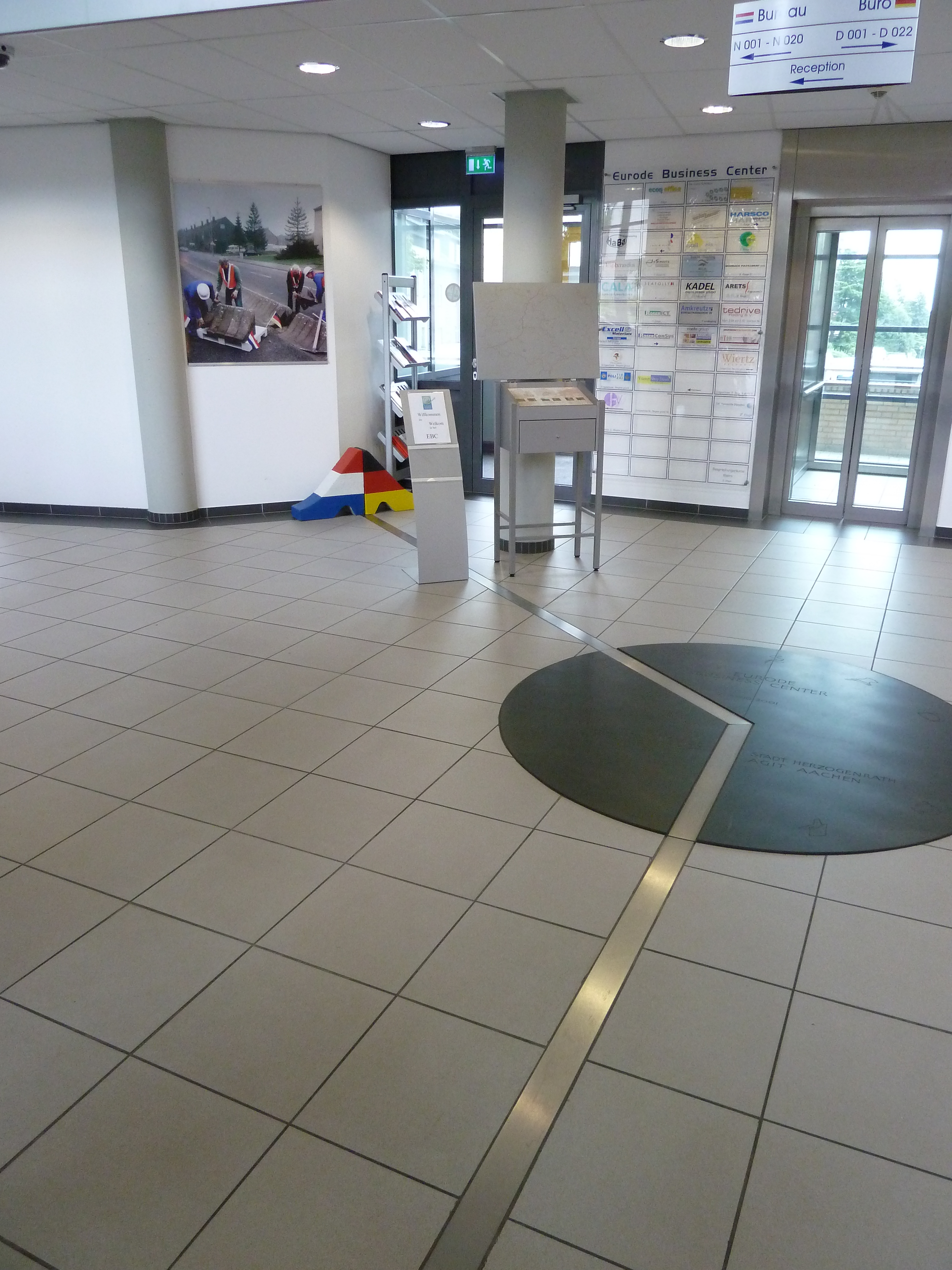
De rijksgrens in het Eurode Business Center

In 1991 besloten Kerkrade en Herzogenrath hun krachten te bundelen in het Eurode-verbond als eerste Europese modelgemeente. De Nieuwstraat werd uitgeroepen tot "eerste Europese straat" en de afbraak van het muurtje werd topprioriteit. In 1993 werd het verwijderd en werd begonnen met een gezamenlijke herstructurering van de Nieuwstraat. Toen die twee jaar later werd afgerond vierden beide steden twee dagen feest en werd de heringerichte gezamenlijke straat officieel geopend. Zowel de Nederlandse minister van Buitenlandse Zaken Hans van Mierlo als zijn Duitse ambtsgenoot Klaus Kinkel waren daarbij aanwezig en waardeerden de vriendschappelijke inspanningen van beide gemeenten. Klaus Kinkel zei over de lange geschiedenis van de Nieuwstraat:
De geschiedenis van de Neustraße of Nieuwstraat begint 800 jaar geleden. Eeuwenlang werd hij gebruikt waarvoor hij bedoeld was – het creëren van verbindingen, het bij elkaar brengen van mensen. Pas in 1816, na het Congres van Wenen, werd het een grens. Maar ook daarna hebben de burgers deze straat gebruikt voor de economische integratie van beide staten – door middel van smokkel. Vandaag kreeg de Nieuwstraat zijn Europese roeping. De naam Eurode verwijst zowel naar het lange gemeenschappelijke verleden van Kerkrade en Herzogenrath als naar hun gemeenschappelijke Europese toekomst.
Hans van Mierlo beschreef de afbraak van de muur als "legitimering van de Europese ongehoorzaamheid". De bewoners van beide steden hebben de wetten altijd al aan de kant gezet om samen te werken. De Nieuwstraat is het eerste voorbeeld van een grens die door de bewoners gewoon is weggedacht. Op de dag van de viering gingen een Duitse en Nederlandse politieagent voor het eerst samen op patrouille. Anderhalve meter van het muurtje werd niet afgebroken maar bleef als gedenkteken staan.
Het verkeer wordt in de Nieuwstraat gezamenlijk geregeld. Ook aan Duitse zijde worden de goedkopere Nederlandse verkeersborden gebruikt, terwijl de bushaltes aan Nederlandse zijde door het Akens vervoerbedrijf ASEAG geplaatst zijn.
In het jaar 2000 werd aan de rand van de Nieuwstraat op het grondgebied van beide landen het Eurode Business Center gebouwd. Hier bevindt zich een gezamenlijk politiebureau. Het bureau wordt door de Nederlandse politie Euregionaal aanlooppunt Kerkrade genoemd, de Duitse politie vermeldt het als Gemeinsame Anlaufstelle Herzogenrath – Kerkrade. Samen zijn ze actief in beide steden.

## Domaniale mijn
Direct aan de Nieuwstraat lag tot 1969 de ingang van de Domaniale mijn.

## Sport-Arena Kerkrade-Herzogenrath
Wielerfanaten uit de financiële wereld hadden het plan om aan de Duitse kant van de drukke Nieuwstraat een groot houten velodroom te bouwen. In de zomer van 1932 begonnen de bouwwerkzaamheden. De kosten bedroegen 60.000 Reichsmark. De baan werd ontworpen door een van de meest gerenommeerde architecten van wielerbanen, Clemens Schürmann uit Münster. Met een lengte van 200 meter en overdekte zitplaatsen voor 6.000 toeschouwers was het de op een na grootste houten open wielerbaan van Duitsland. Op 6 mei 1933 werd onder grote internationale deelname de eerste wedstrijd georganiseerd. Nog voor het eind van het jaar werd het voor het eerst gebruikt voor een nationaalsocialistische bijeenkomst. In 1934 werd een wet aangenomen die een wedstrijd met meer dan 30 procent deelnemers van buitenlandse afkomst verbood. Daardoor begon de belangstelling van de buurlanden af te nemen en de hal maakte al snel geen winst meer. Sinds 1940 vonden er geen wedstrijden meer plaats. Na het einde van de oorlog begonnen de inwoners van beide steden de planken eraf te halen en te gebruiken als brandhout, totdat de stad in 1952 de overige resten liet afbreken. Een Duitse zijweg van de Nieuwstraat, genaamd "An der Rennbahn", doet nog steeds denken aan de wielerbaan.

## D'r Knub

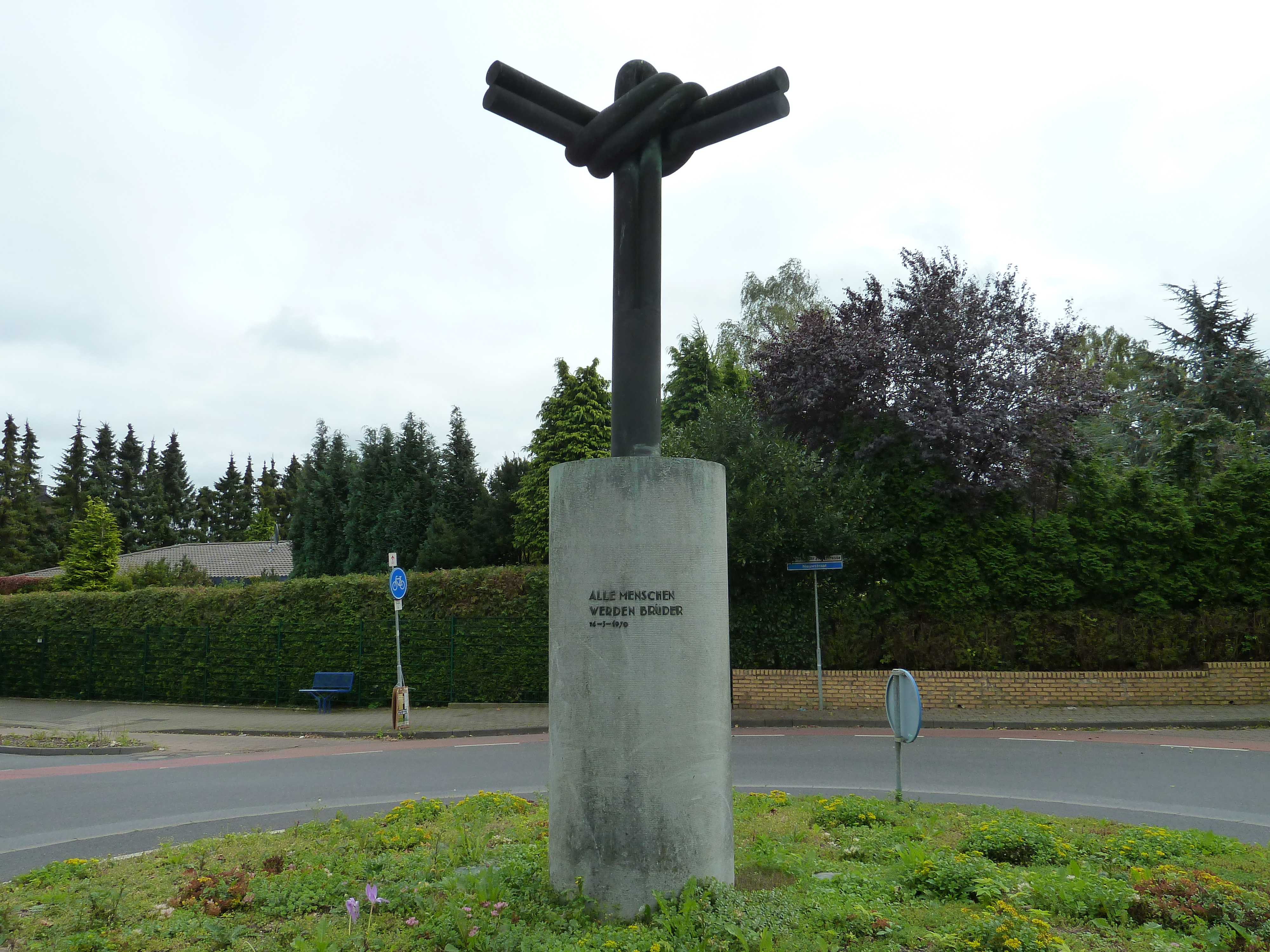
D'r Knub

Ter gelegenheid van de opening van de verbouwde Nieuwstraat werd in 1970 een monument met de inscriptie "Alle Menschen werden Brüder" (Alle mensen worden broeders) opgericht. In de volksmond wordt het kunstwerk "D'r Knub" of "der Knöpp" (de knoop) genoemd. Het sculptuur wijst in zichzelf verstrengeld naar het noorden en zuiden en refereert daarmee aan de verbondenheid van de twee steden. De Japans-Amerikaanse beeldhouwer en architect Shinkichi Tajiri kreeg de opdracht om dit monument te maken.